# Hujer (postava)

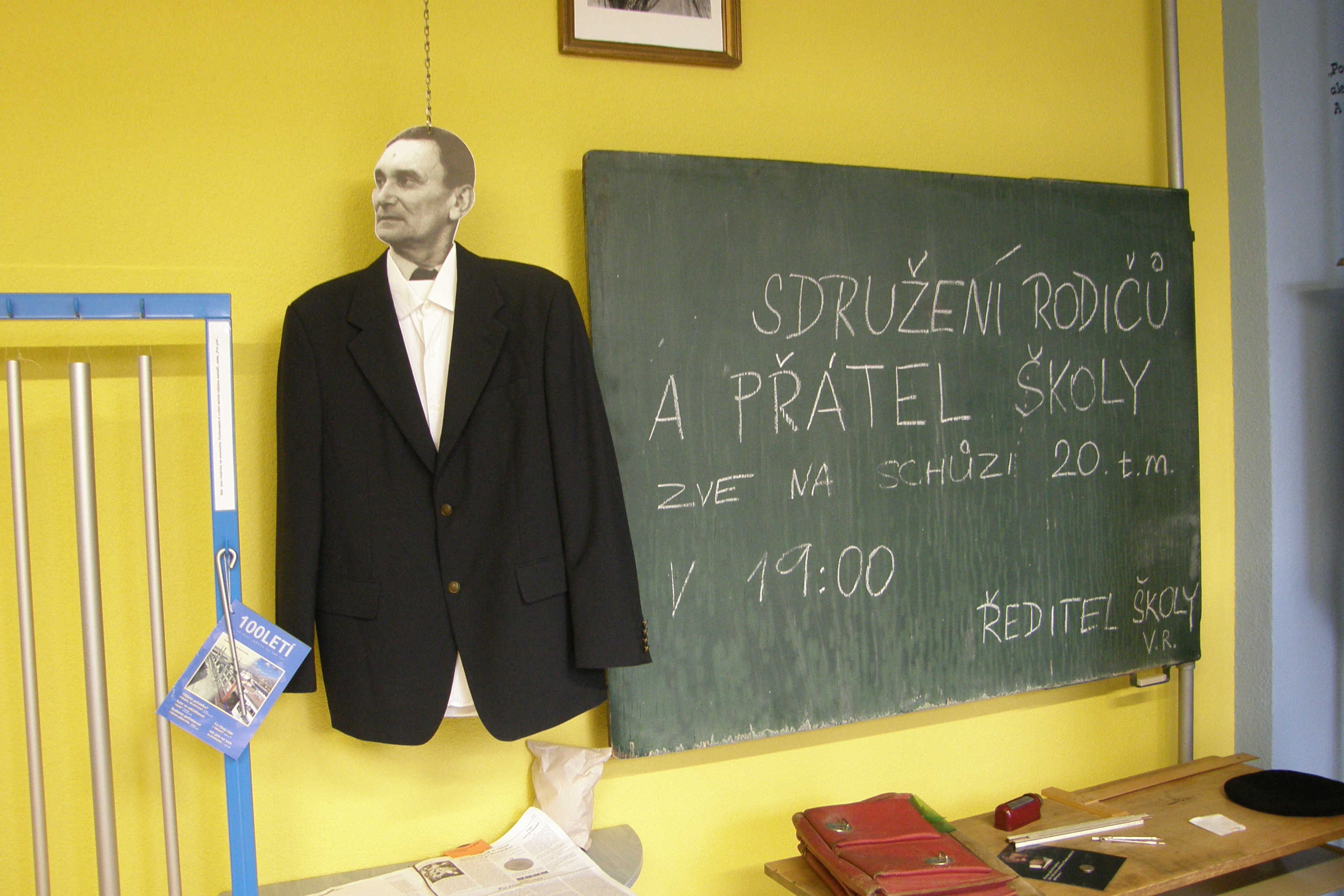
Postava Hujera v HLINÍKáriu

Viktor Hujer je postava večerního studenta z československého komediálního filmu Marečku, podejte mi pero! z roku 1976, ztvárněná Václavem Lohniským.
Ztělesňuje typ snaživého a podlézavého studenta, který je noční můrou většiny učitelů. Postava byla inspirována skutečným člověkem, kterého Ladislav Smoljak vyučoval ve večerní škole ve Staré Boleslavi. Hujer či hujerismus se postupem času stal obecným označením člověka, jehož vlastnosti nebo jednání jsou podobné této filmové postavě.

## Charakter
Jeho základní vlastností je až neúnosná servilita, pramenící z neadekvátní ctižádostivosti. Snaží se všemožně vetřít do přízně osobám, které mají vliv na jeho hodnocení (učitelé), zatímco na vztazích s ostatními (spolužáci) mu nezáleží, neboť v nich žádné výhody nespatřuje. Svým šplhounstvím navíc kompenzuje určitý nedostatek schopností a talentu. Je zcela zaměřen na vidinu svého úspěchu a vůbec si neuvědomuje, jak na okolí působí směšně a trapně.

## Citáty
- „Mohl bych i já, jako výstupní kontrolor, uvažovat, aniž bych se nějak tlačil na funkci soudruha Kroupy, mohl bych i já pomýšlet na nějaké zasklené místo?“ – Hujer sonduje možnosti kariérního postupu po dodělání si maturity
- „To jsem si dovolil... jsem si dovolil... na ukázku ze své zahrádky pár švestiček, jestli se neurazíte...“ – Hujer se od prvního momentu snaží zapůsobit na třídního učitele. Tentýž motiv se pak opakuje v samém závěru filmu, kdy Hujer takto podlézá svému novému vedoucímu.
- „Zde! Viktor... výstupní kontrola... zatím...“ – Hujer při představování neskrývá své ambice
- „Soudruhu profesore, za minutu bude zvonit! (...) Už je čas, musíme jít.“ – Hujer ve dveřích kabinetu poté, co mu poťouchlí spolužáci namluvili, že má jít upozornit třídního učitele, že se blíží konec přestávky
- „Hujer, metelesku blesku“ – překlad věty „Hujere, jděte si po svejch“ do „rumunštiny“ tlumočníkem rumunské závodní delegace (Jaroslav Vozáb)
- „Kam až sahají Hujerovi?“ – zoufalé zvolání třídního (Josef Abrhám), když zjistí, že většina návštěvníků třídní schůzky pro večerní školu jsou členové Hujerovy široké rodiny[1]

## Ohlas
„Hujer“ přešel do obecného českého, a taky do slovenského slovníku jako označení pro člověka výše uvedeného charakteru a chování, v podstatě ekvivalent slov snaživec, šplhoun, podlézavec.
Od počátku 21. století se v užívání objevuje odvozenina eurohujer, vzniklá v souvislosti s přistoupením Česka a taky Slovenska do Evropské unie. Vynález termínu bývá připisován Václavu Klausovi. Jde o pejorativní označení pro nekritického, nadšeného zastánce evropské integrace, který poslušně plní všechna nařízení „z Bruselu“ a upřednostňuje je před rozhodnutími národních institucí.